# Renault Egeus
Renault Egeus – koncepcyjne auto Renault zaprezentowane na Międzynarodowym Salonie Samochodowym we Frankfurcie nad Menem w 2005.